# Atribalus dregei
Atribalus dregei är en skalbaggsart som först beskrevs av Sylvain Auguste de Marseul 1870.  Atribalus dregei ingår i släktet Atribalus och familjen stumpbaggar. Inga underarter finns listade i Catalogue of Life.